# Zay (España)
Zay es un despoblado español del municipio de Esteríbar, en la comunidad autónoma de Navarra.

## Toponimia
El nombre del lugar puede encontrarse escrito con las grafías Zay, Çai, Çay y Zai.

## Historia
Hacia mediados del siglo XIX, el lugar, ya por entonces perteneciente al municipio de Esteríbar, tenía contabilizada una población de 22 habitantes. Aparece descrito en el decimosexto y último volumen del Diccionario geográfico-estadístico-histórico de España y sus posesiones de Ultramar de Pascual Madoz con las siguientes palabras:

ZAY: l. del ayunt. y valle de Esteribar, en la prov, y c. g. de Navarra, part. jud. de Aoiz (2 1/2 leg.), aud. terr. y dióc. de Pamplona (3 1/2): sit. en un alto con vistas al E.; clima saludable, y reina el viento N. Tiene 2 casas; igl. parr. (San Estéban) servida por un vicario, y una fuente de aguas saludables. El térm. confina N. Errea; E. Zaldaiz; S. Belzunegui, y O. Setoain; y comprende dentro de su circunferencia parte de un monte de robles, hayas y pinos. El terreno es de buena calidad. prod.: trigo, avena y otros granos; cria de ganado lanar y caballar; caza de perdices. pobl.: 2 vec., 22 alm. riqueza con el valle (V.).
(Madoz, 1850, p. 665)